# Hemionanthes gryphus
Hemionanthes gryphus là một loài thực vật có mạch trong họ Adiantaceae. Loài này được (Mickel) Mickel miêu tả khoa học đầu tiên năm 1992.